# 高森浩二
高森 浩二（たかもり こうじ、1975年12月7日 - ）は、日本のディスクジョッキー、ナレーター、講師。かつてはサンディ、賢プロダクションに所属していた。血液型O型。愛称は「たかさん」。NACK5時ラジに出演しているきいやま商店からは「たーかー」、西田美津希からは「こーたん」と呼ばれている。

## 主な出演作品

### ラジオ
- ニュースチャンネル（エフエム東京）
- FRIDAY EXPRESS（エフエム徳島）
- Glitter Glitter（茨城放送）
- NACK5時ラジ（FM NACK5、2013年4月1日～ 月・水・金曜日担当 5:00 - 6:00）
- NACKシェアラジ（FM NACK5、2020年4月1日 - 6月24日 毎週水曜日24:30 - 25:00[2]）
- すき家RADIO すき家店内にて放送（毎時5分、35分～）[3]

### スタジアムDJ
- 大宮アルディージャスタジアムDJ（2002年 - ）
- ヤマザキナビスコカップMC（2003年 - ）
- AFCアジアカップ2011予選AグループスタジアムDJ（イエメン戦）

### ナレーション
- HOT WAVE（テレビ埼玉)[4]
- 安田大サーカス（TBS）
- ホームセンターコメリ　店内ナレーション
- オートバックス 店内ナレーション